# Trying to explain - Cats only
Trying to explain - Cats only is een muziekalbum van The Cats uit 2011. De cd werd samen met een bonus-dvd uitgebracht en onderscheidt zich van andere verzamelalbums doordat er alleen zelfgeschreven nummers op staan. Verder zijn de twee laatste nummers demoversies. De cd stond 8 weken in de Album Top 100 met nummer 19 als hoogste notering.

## Nummers
| Nummer | Naam                      | Geschreven door               | Duur | Opmerkingen |
| ------ | ------------------------- | ----------------------------- | ---- | ----------- |
| 1.     | Without your love         | Cees Veerman en Mel Andy      | 2:49 |             |
| 2.     | Marian                    | Arnold Mühren                 | 4:02 |             |
| 3.     | Irish                     | Theo Klouwer                  | 2:11 |             |
| 4.     | Where have I been wrong   | Piet Veerman                  | 5:19 |             |
| 5.     | Lonely walk               | Piet Veerman                  | 6:13 |             |
| 6.     | I walk through the fields | Cees Veerman                  | 3:57 |             |
| 7.     | Let's go together         | Piet Veerman en Jaap Schilder | 3:46 |             |
| 8.     | Winter's end              | Piet Veerman en John Möring   | 4:43 |             |
| 9.     | One way wind              | Arnold Mühren                 | 3:39 |             |
| 10.    | Lonely nights             | Jaap Schilder                 | 2:13 |             |
| 11.    | Trying to explain         | Piet Veerman                  | 4:20 |             |
| 12.    | There has been a time     | Arnold Mühren                 | 3:50 |             |
| 13.    | Dreams                    | Piet Veerman                  | 6:49 |             |
| 14.    | Diana                     | Cees Veerman                  | 3:08 |             |
| 15.    | Linda                     | Piet Veerman en Jaap Schilder | 3:25 |             |
| 16.    | If you'll be my woman     | Cees Veerman                  | 4:07 |             |
| 17.    | It's over now             | Theo Klouwer                  | 2:21 | Demo        |
| 18.    | Don't waste your time     | Piet Veerman                  | 3:35 | Demo take 1 |